# Муниципальный округ Махнёвское (муниципальное образование)
Махнёвское муниципальное образование — муниципальное образование со статусом городского округа в Свердловской области России. Относится к Восточному управленческому округу. Административный центр — посёлок Махнёво.
С точки зрения административно-территориального устройства области, Махнёвское МО вместе с МО Алапаевским находятся в границах Алапаевского района.
С 1 января 2025 года имеет статус муниципального округа.

## География
Махнёвское муниципальное образование расположено в центральной части Свердловской области на восточном склоне Уральских гор по среднему и нижнему течению реки Тагил. Площадь 5754 км². Расстояние от восточной до западной границы: 105 км.

## История
Махнёвское муниципальное образование создано в результате разукрупнения Алапаевского муниципального образования 1 января 2009 года на основании Закона Свердловской области от 9 июня 2008 года № 28-ОЗ «О разделении Алапаевского муниципального образования и наделении муниципальных образований, образованных в результате этого разделения статусом городского округа».

## Население
| 2010  | 2011  | 2012  | 2013  | 2014  | 2015  | 2016  |
| ----- | ----- | ----- | ----- | ----- | ----- | ----- |
| 7071  | ↘7057 | ↘6879 | ↘6699 | ↘6512 | ↘6325 | ↘6111 |
| 2017  | 2018  | 2019  | 2020  | 2021  | 2023  |       |
| ↘5971 | ↘5830 | ↘5712 | ↘5600 | ↘5045 | ↘4867 |       |

## Состав
В состав Махнёвского муниципального образования входят 40 населённых пунктов.
| №  | Населённый пункт   | Тип             | Население |
| -- | ------------------ | --------------- | --------- |
| 1  | Анисимова          | деревня         | ↘51       |
| 2  | Афончикова         | деревня         | ↘22       |
| 3  | Болотовское        | село            | ↘39       |
| 4  | Большая Ерзовка    | деревня         | ↘104      |
| 5  | Боровая            | деревня         | →0        |
| 6  | Гора Коробейникова | деревня         | ↘13       |
| 7  | Горсткина          | деревня         | ↘3        |
| 8  | Ерзовка            | посёлок         | ↘37       |
| 9  | Измоденово         | село            | ↘584      |
| 10 | Калач              | посёлок         | ↘53       |
| 11 | Карпихина          | деревня         | ↗33       |
| 12 | Кишкинское         | село            | ↘394      |
| 13 | Кокшарова          | деревня         | ↘103      |
| 14 | Колесова           | деревня         | ↘0        |
| 15 | Комарово           | село            | ↗4        |
| 16 | Ложкина            | деревня         | ↘40       |
| 17 | Луговая            | деревня         | ↘13       |
| 18 | Маскалка           | деревня         | →0        |
| 19 | Махнёво            | пгт, адм. центр | ↘2688     |
| 20 | Мугай              | село            | ↘565      |
| 21 | Мугайское          | посёлок         | ↘5        |
| 22 | Муратково          | посёлок         | ↘246      |
| 23 | Новосёлова         | деревня         | ↘42       |
| 24 | Перевалова         | деревня         | ↗46       |
| 25 | Плантация          | посёлок         | ↘0        |
| 26 | Плюхина            | деревня         | ↘4        |
| 27 | Подкина            | деревня         | ↘32       |
| 28 | Пурегова           | деревня         | ↘7        |
| 29 | Санкино            | посёлок         | ↘477      |
| 30 | Таёжный            | посёлок         | ↘237      |
| 31 | Толмачёва          | деревня         | ↘8        |
| 32 | Толстова           | деревня         | ↘3        |
| 33 | Трескова           | деревня         | ↘75       |
| 34 | Трошкова           | деревня         | ↘44       |
| 35 | Турутина           | деревня         | ↘2        |
| 36 | Тычкина            | деревня         | ↘17       |
| 37 | Фоминское          | село            | ↘82       |
| 38 | Хабарчиха          | посёлок         | ↘269      |
| 39 | Шипицыно           | село            | ↘13       |
| 40 | Шмакова            | деревня         | ↘5        |

В июле 2004 года посёлок рабочий Махнёво преобразован в сельский населённый пункт, однако в октябре 2007 года вторично становится посёлком городского типа.